# 아이샤 디
아이샤 디(Aisha Dee, 1993년 9월 13일 ~ )는 오스트레일리아의 배우, 가수이다.
골드코스트에서 태어났다.

## 영상 목록

### 영화
- 두 인생을 살아봐 (2022)
- 씨씨: 베스트 프렌즈 (2022)

### 텔레비전
- The Saddle Club (2008-09)
- 테라 노바 (2011)
- 체이싱 라이프 (2014-15)
- 베이비 대디 (2015)
- Sweet/Vicious (2016-17)
- 볼드 타입 (2017-21)

## 음반 목록

### The Saddle Club

#### 앨범
- Best Friends (2009)
- Grand Gallop – Meilleures Amies (2009)

#### 싱글
- "These Girls" (2009)

### Dee Dee & the Beagles

#### 앨범
- Dee Dee & the Beagles EP (2015)

### 아이샤 디

#### 앨범
- Ice in My Rosé EP (2020)